# Il–14
Az Il–14 (olvasd: iL-14, NATO-kódja: Crate) a Szovjetunióban az 1950-es évek elején kifejlesztett kétmotoros, kis hatótávolságú szállító repülőgép. Az Il–12 továbbfejlesztett, javított változata. Polgári és katonai szállítási feladatokra egyaránt alkalmazták. A Szovjetunión kívül Csehszlovákiában, a Német Demokratikus Köztársaságban és Kínában is gyártották.

## Története
A második világháborút követően gyors fejlődésnek indult polgári légiforgalom igényeinek kielégítésére az Iljusin tervezőiroda kifejlesztette az Aeroflotnál nagy mennyiségben üzemeltetett Li–2 és DC–3-as repülőgépeknél nagyobb hasznos terheléssel rendelkező kétmotoros Il–12 utasszállító repülőgépet. Az 1390 kW (1900 LE) teljesítményű dízelmotorokkal felszerelt prototípus első felszállására 1945. augusztus 15-én került sor. A dízelmotor nem vált be, ezért később Svecov AS–82 csillagmotorra cserélték, majd 1947-ben elkezdődött a sorozatgyártás és még az évben forgalomba is állította az Aeroflot, szállító repülőgépként pedig a Szovjet Légierő.
Az Il–12-vel már az első években több baleset történt, ezért korlátozásokat vezettek be a hasznos terhelésére. Az Il–12 hátrányos tulajdonságainak (gyenge motorteljesítmény, terhelési korlátozások) kiküszöbölésére, annak továbbfejlesztésével alakították ki az Il–14 utasszállító repülőgépet. Erősebb motorokat kapott, javítottak a törzs kialakításán, módosították a szárnyat, és megnövelték a függőleges vezérsík felületét. A változtatások következtében jelentősen javult a repülőgép teljesítménye és repülőtulajdonságai. Az erősebb motoroknak és a megnövelt felületű függőleges vezérsíknak köszönhetően alkalmassá vált az egymotoros repülésre is. Az Il–14 első prototípusa 1950. szeptember 20-án emelkedett először a levegőbe. Az elhúzódó fejlesztés és repülési próbák miatt csak 1954-re vált alkalmassá a sorozatgyártásra, akkortól kezdte átvenni az Il–12 helyét.
Az első, 18 személyes sorozatgyártású változatot, az Il–14P-t később több típusváltozat követte. Az Il–14M törzsét 1 m-rel meghosszabbították, ezzel növelték az utasülések számát, előbb 24-re, majd 28-ra és 32-re. Az Il–14G és Il–14T oldalsó teherajtóval ellátott változatok teherszállításra készültek, az Il–14D pedig ejtőernyősök szállítására kifejlesztett deszantváltozat volt.
Sorozatgyártása a 18. sz., a 30. és a 43. sz. Állami Repülőgépgyárakban (GAZ–18, GAZ–30 és GAZ–34) folyt 1954–1960 között. Az NDK-ban a Drezdai Repülőgépgyár (VEB Flugzeugwerke Dresden) gyártotta a P- és a T-változatot, ezekből 80 db-t építettek. Csehszlovákiában az Avia vállalatnál két változatából Avia Av–14, illetve Avia 14 Super névvel 200 db-t gyártottak. Kínában a licenc nélküli másolatát J–6 típusjellel gyártották, ennek darabszáma azonban nem ismert.

## Alkalmazása

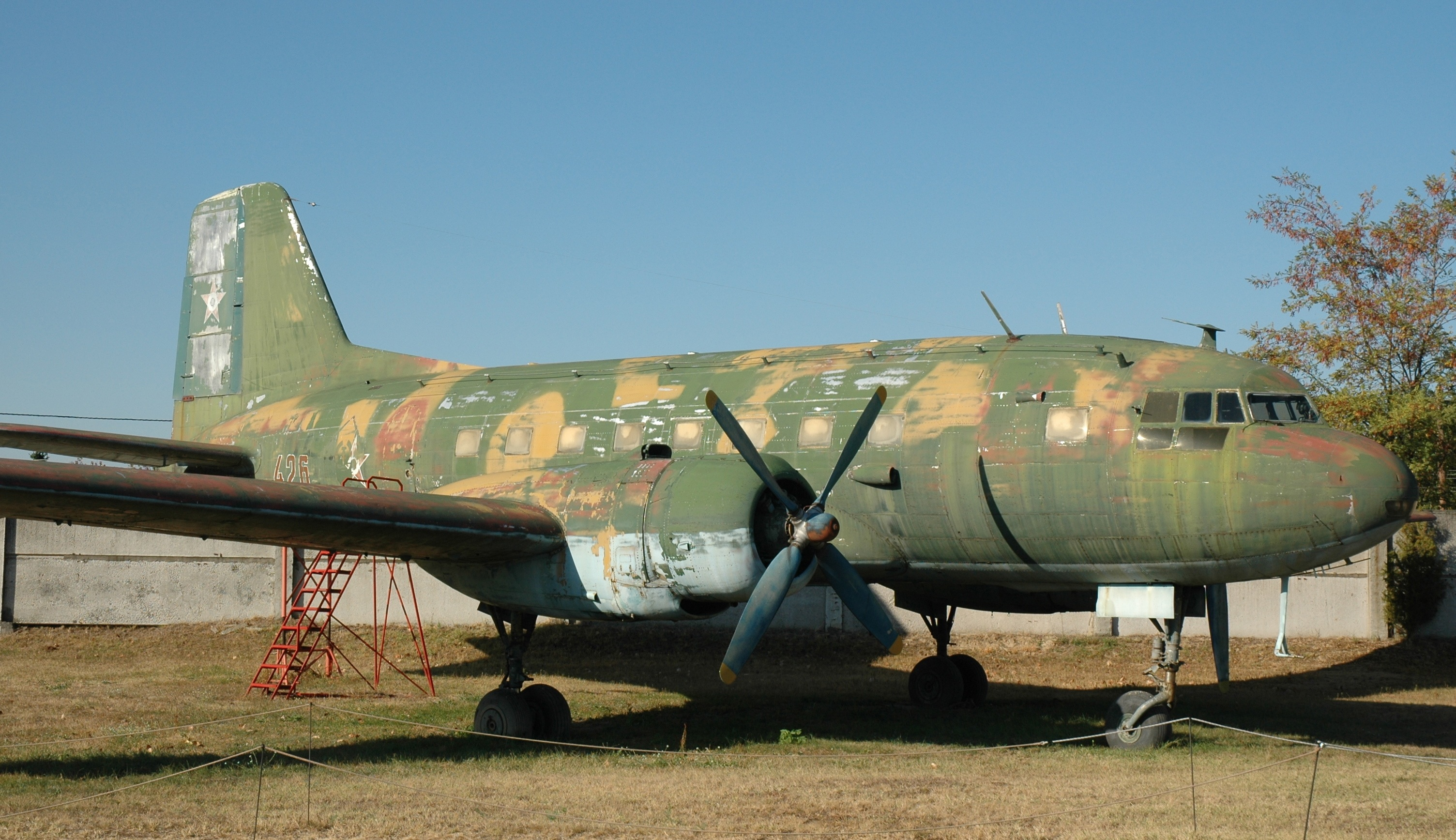
NDK gyártású Il–14P a szolnoki repülőmúzeumban kiállítva

A belföldi és nemzetközi légiforgalomban elterjedt és megbízható típus volt. Az időközben megjelent modernebb, gázturbinás sugárhajtóművekkel és légcsavaros gázturbinákkal felszerelt utasszállító repülőgépek az 1960-as évek elejétől hamar kiszorították a polgári légiközlekedésből. Katonai és egyéb speciális feladatokra (pl. a szovjet sarkvidéki légiflottában) azonban még az 1980-as években is használták.
A Szovjetunión kívül a szocialista és a baráti fejlődő országok polgári légiközlekedésében és légierőiben nagy számban alkalmazták. Megbízható, egyszerűen üzemeltethető repülőgéptípus volt. Néhány példánya még napjainkban is repülőképes.
Az 1950-es évek közepén a szovjet kormány speciális felszereltségű, VIP-kivitelű változatokat ajándékozott több baráti szocialista és fejlődő ország kormányának. Kettő db ilyen gépet kapott India, egy-egy darabot Nepál, Burma, Jugoszlávia, Irán, Indonézia, Albánia, Egyiptom, Jemen, Kongói Köztársaság, Guinea és Magyarország. Az iráni sahnak ajándékozott gépben fürdőszoba is volt.

### Polgári célú üzemeltetők
Szovjetunió, Bulgária, Csehszlovákia, Kuba, Német Demokratikus Köztársaság, Jugoszlávia, Lengyelország, Magyarország, Mongólia, Románia, Észak-Korea, Jemen, Kína, Mali.

### Katonai célú üzemeltetők
Albánia, Algéria, Afganisztán, Bulgária, Német Demokratikus Köztársaság, Egyiptom, Etiópia, Bissau-Guinea, India, Irak, Indonézia, Kína, Koreai Népi Demokratikus Köztársaság, Kuba, Lengyelország, Szovjetunió, Csehszlovákia, Jugoszlávia, Magyarország, Kongói Köztársaság, Mongólia, Észak-Jemen, Románia, , Dél-Jemen, Szovjetunió, Szíria, Vietnám.

### Magyarországi alkalmazása

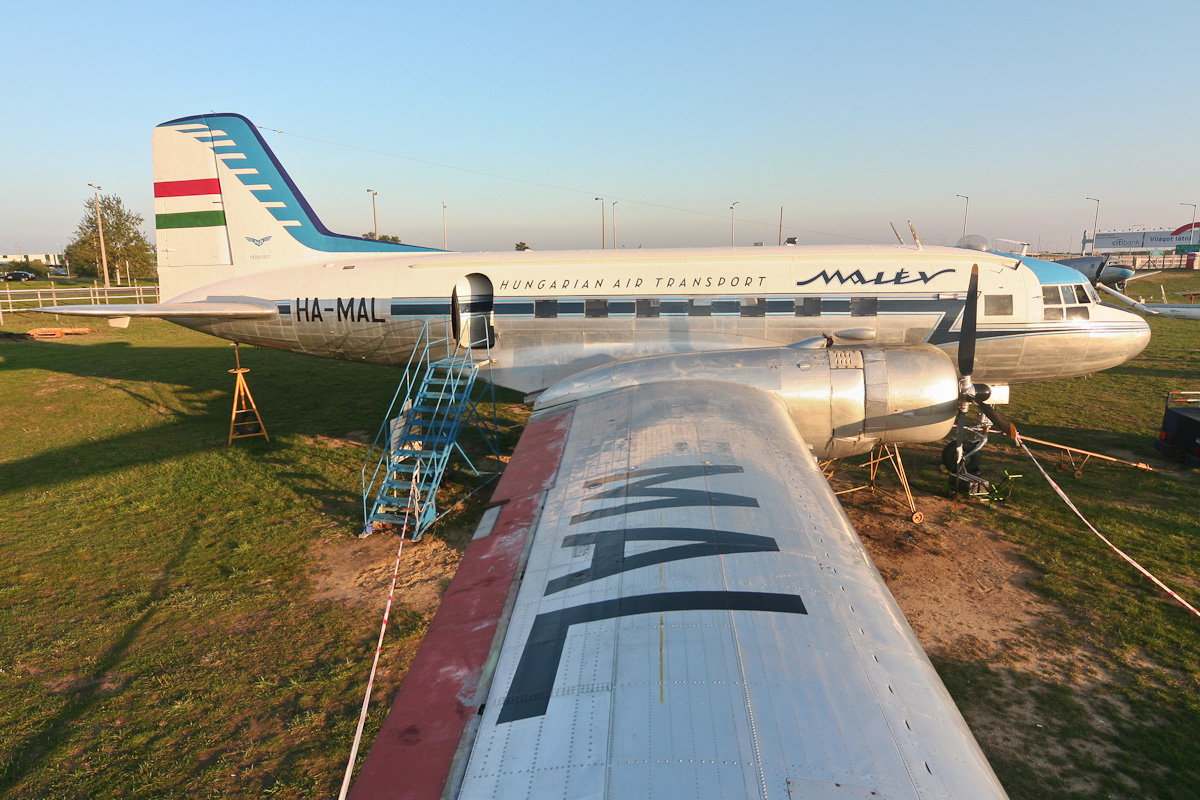
A ferihegyi Repülőgép Emlékparkban lévő Il–14T felújítás közben

Magyarország összesen 10 db Il–14-t üzemeltetett. Ezek közül kettő kormánygépként szolgált, a többit a Malév utasszállítási feladatokra alkalmazta.
1956. május 8-án érkezett Magyarországra az első gép, amely egy Il–14P változat volt. Ezt a Magyar Népköztársaság kormánya használta állami vezetők utazásaihoz HA-VLG lajstromjellel. A Malév 1957 tavaszán kapta meg az első 3 db Il–14M repülőgépet (HA-MAA-tól HA-MAC-ig). 1957-ben Nyikita Hruscsov egy VIP-kialakítású Il–14P-t ajándékozott a magyar kormánynak, amely HA-MAG lajstromjellel repült, majd 1959-ben katonai jelzést és 512-es oldalszámot kapott. A repülőgép szárnyaiba kiegészítő üzemanyagtartályokat építettek be, ezzel alkalmas volt a Budapest–Moszkva útvonalat közbülső leszállás nélkül megtenni.
1958 tavaszán 5 db újabb gép érkezett a Malévhez. Ezek NDK-gyártású VEB Il–14P-k voltak (lajstromjelük HA-MAD-tól HA-MAI-ig terjedt, a HA-MAG kivételével, utóbbit az egyik kormánygép viselte).
A Malév Il–14 repülőgépei a nemzetközi utasforgalom mellett a belföldi légi forgalomban is részt vettek. A nagyobb tömeg és leszállósebesség miatt azonban ezt a típust csak a jobb kiépítettségű repülőtereken üzemeltették, így belföldön kizárólag a Budapest–Pécs és a Budapest–Debrecen vonalon közlekedtek. A Budapest-Siófok vonalon nyáron jártak. 1967-re már csak a debreceni járat maradt, majd 1969-ben teljesen megszűnt Magyarországon a belföldi légi utasszállítás. Az utolsó belföldi légijárat Il–14 típusú repülőgép volt, ami 1969. március 15-én érkezett Debrecenből Budapestre.
Az Il–14 az 1960-as évek végére teljesen elavult, a Magyarországon is forgalomba állított légcsavaros gázturbinás Il–18 és a sugárhajtású Tu–134 kiszorította a forgalomból, 1968-ban megkezdődött a selejtezésük. A Malév gépeit – az időközben kiégett HA-MAH és a selejtezett HA-MAB kivételével – a Szovjetunió 1970-ben visszavásárolta a sarkvidéki légiflottája részére.
A kormány használatában lévő két gép a Magyar Néphadsereg Országos Légvédelmi Parancsnokságának (OLP) állományába került és katonai jelzéssel repültek. A Szovjetunió 1978-ban ezeket is visszavásárolta.
Magyarországon két kiállított múzeumi példánya található meg. Egy darab a Szolnoki Repüléstörténeti Kiállítóhelyen kapott helyet. Ez egy Il–14P változat, amely az NDK légierejében szolgált, majd selejtezés után, 1980 decemberében került Magyarországra. Egy további példány a Ferihegyi repülőtéren lévő repülőskanzenben található. Ezt az Il–14T típusú repülőgépet a szovjet légierő használta, selejtezése után, 1984-ben ajándékozta a Szovjetunió Magyarországnak. A gép HA-MAL lajstromjellel korabeli Malév-festést kapott, jelenleg motorikus felújítás alatt áll.

## Típusváltozatok

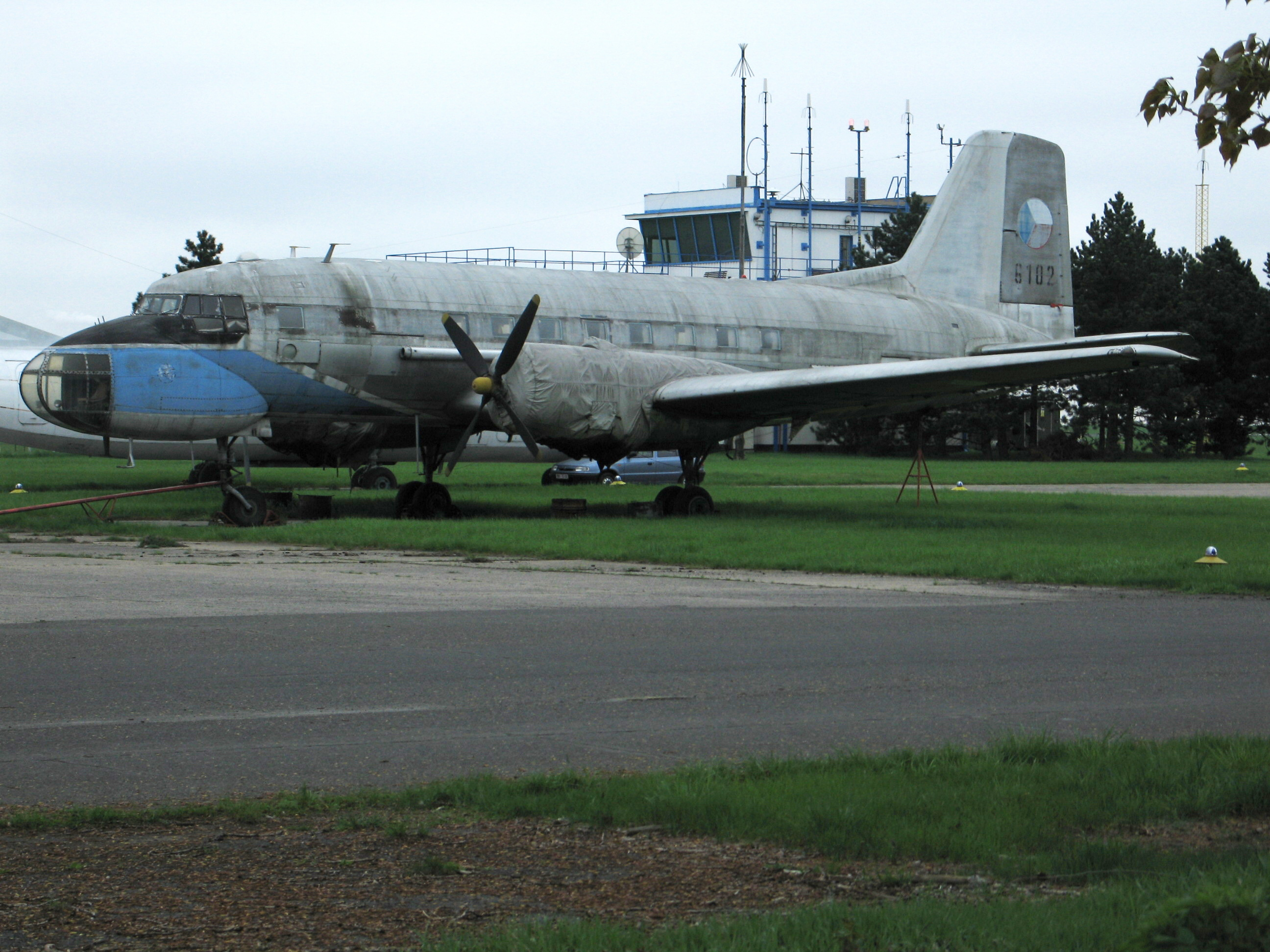
Az Avia 14 FG Csehszlovákiában átépített légifényképező változat

- Il–14P – 18 fő szállítására alkalmas sorozatgyártású változat.
- Il–14M – 1956-tól gyártott meghosszabbított törzsű változat, először 24, majd 28 és 32 utasüléssel szerelték fel.
- Il–14G – Teherszállító változat.
- Il–14T – Teherszállító változat.
- Il–14D – Deszantváltozat.
- Il–14FK – Légi fényképező változat.
- Il–14 Polar – Sarkvidéki üzemeltetésre, a szovjet sarkvidéki légiflotta számára átalakított csúszótalpas futóművekkel felszerelt változat.
- Avia 14P – Az Il–14P Csehszlovákiában gyártott változata.
- Avia 14–32 – Az Il–14M Csehszlovákiában gyártott, 32 utas szállítására alkalmas változata.
- Avia 14T – Csehszlovák teherszállító változat.
- Avia 14 Super – Az Il–14M Csehszlovákiában továbbfejlesztett és gyártott változata, kerek utasablakokkal és a szárnyvégeken üzemanyag-póttartályokkal.
- Avia 14 FG – Csehszlovák légifényképező változat.

## Műszaki adatai (Il–14M)

### Geometriai méretek és tömegadatok
- Hossz: 22,31 m
- Fesztávolság: 31,70 m
- Magasság: 7,90 m
- Szárnyfelület: 99,7 m²
- Üres tömeg: 12 600 kg

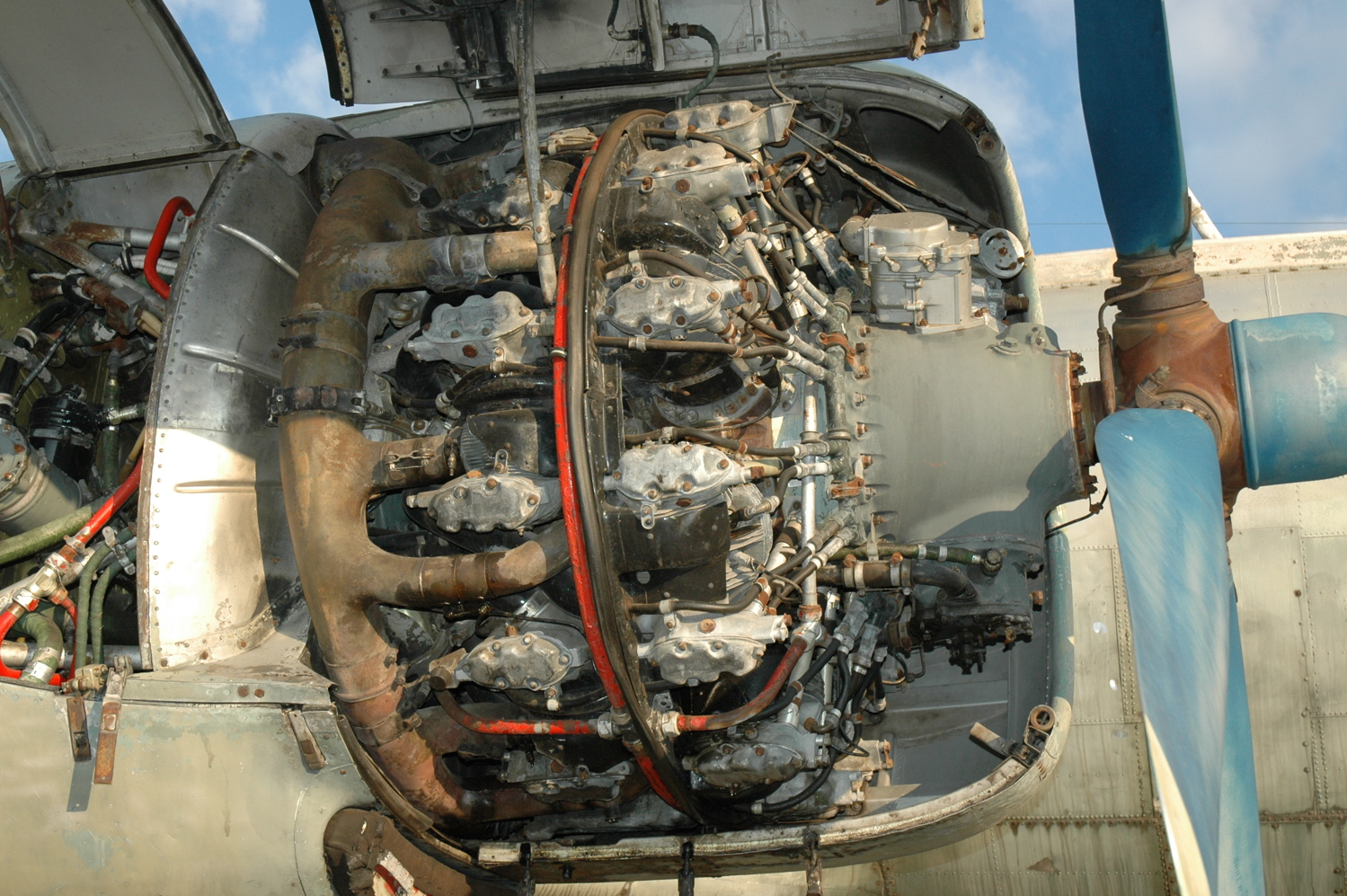
Az Il–14-es AS–82FN csillagmotorja

- Maximális felszállótömeg: 18 000 kg

### Motorok
- Száma: 2 db
- Típusa: Svecov AS–82T 14 hengeres léghűtéses csillagmotor
- Teljesítmény: 1417 kW (1900 LE)

### Repülési adatok
- Legnagyobb sebesség: 417 km/h
- Utazósebesség: 345 km/h
- Hatótávolság: 1305 km
- Utazómagasság: 7400 m